# Gare de Montrouge-Ceinture

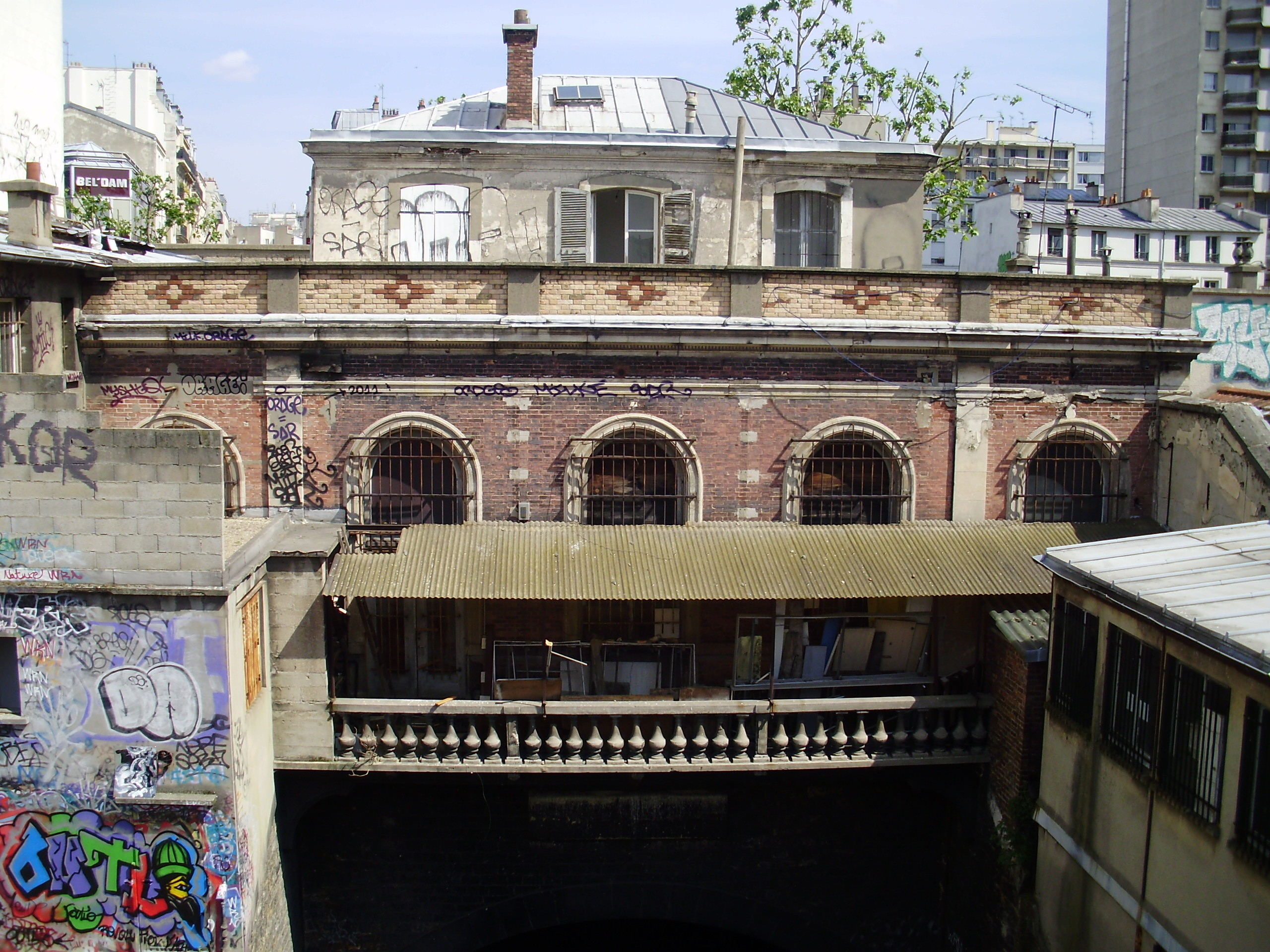
Opuštěná budova nádraží

Gare de Montrouge-Ceinture je zrušená železniční stanice v Paříži ve 14. obvodu. Nádraží bylo v provozu v letech 1867–1934. Jejím majitelem je společnost SOVAFIM, která plánuje renovaci nádraží ke komerčním účelům.

## Historie
Nádraží bylo otevřeno v roce 1867 na trati Petite Ceinture na rohu dnešních ulic Avenue du Général-Leclerc a Rue de Coulmiers. Nádražní budova byla postavena nad kolejištěm, které se nachází pod úrovní okolního terénu. Svému účelu přestala sloužit v roce 1934, když byla trať uzavřena pro osobní dopravu.

## Projekt obnovy
Opuštěná stanice skrytá z velké části obchody je součástí projektu na obnovu pozemku o rozloze 4000 m2 podél ulice Rue de Coulmiers, což je část kolejiště bývalé trati Petite Ceinture mezi ulicemi Rue Friant a Avenue du Général-Leclerc. Tento projekt zahrnuje výstavbu 350 bytů a rekonstrukci budovy do roku 2014. Využití nádraží není ještě definitivně stanoveno. Uvažuje se o jazzovém klubu či knihkupectví. Realizací byl pověřen architekt Louis Paillard.